# CANDLES
CANDLES（キャンドルズ）（別表記　Candles）はボーカル・pepe（ペペ）とサウンドクリエイター、DJ・tessy（テッシー）による男女2人組の音楽ユニット。ユニバーサルミュージック傘下レーベル、e-SUM RECORDS（イーサムレコード）所属。ジャンルはエレクトロ・ポップ。

## メンバー
pepeメインボーカルおよび作詞を務める。:12月18日生まれ、A型、愛知県出身。元JUDY AND MARYのYUKIに憧れ、歌手を目指す様になる。甘いウィスパーボイスが特徴。クマが大好きで、Suzy's Zooやケアベア等のメジャー所だけでなく、かわいいクマグッズがあると飛び付いてしまう。天然だと、tessyによくイジられる。
tessyCANDLESの楽曲全てで作曲、編曲を担当し、マスタリング等の作業も務める。:3月12日生まれ、A型、滋賀県出身。個人名義で、TVアニメの『こいこい7』キャラクターソング、『らいむいろ戦奇譚』キャラクターアルバム等に楽曲を提供している。多様な楽器に触れた経験を持ち、その中で培われた独自のセンスで様々な楽曲を作っている。

## 略歴
メンバーであるpepeもtessyも共に、高校卒業後、単身で上京した。ステージで歌うpepeを見たtessyが声をかけ、都内を中心にバンド活動を開始。2003年にテレビ朝日「東京キャンパスバウンド」の出演を最後にバンド活動を休止。その後、楽曲提供を受け、ソングライティングを中心にそれぞれ活動していた。
2007年にCANDLESを始動させる。2008年、e-SUM RECORDSからメジャーデビューし、5月21日に配信限定シングル「Milk」をリリース。
2009年3月から「DATE」、「Inside man」、「DANCE」、「GOOD BYE」を4週連続でリリースし、これらの楽曲は、ユニバーサルミュージック公式モバイルサイトで、それぞれ3位、6位、1位、1位にランクインした。同年4月8日に、4週連続リリースされた楽曲を集めた配信限定アルバム「DANCE-EP」をリリース。リードトラックはDANCE。5月13日、デビュー曲「Milk」を含む7曲を収録した配信限定アルバムをリリース。7月にリリースした「SHY BOY」は、ユニバーサルミュージック公式モバイルサイトでデイリーランキング1位、ウィークリーランキング2週連続1位を獲得した。レコチョク クラブ・うた、ダンス / エレクトロニカの8月度月間ランキングで1位を記録。7月22日には、安全地帯の「悲しみにさよなら」をVIN SEV with CANDLES 名義でカヴァー。これは同じレーベルに所属するVIN SEVとのコラボレーション作品であった。この楽曲のPVにもVIN SEVとCANDLESが出演している。
2010年8月18日にリリースした「MAYBE TONIGHT / Answer」はレコチョク クラブ・うた、ダンス / エレクトロニカの8月18日、8月19日付けデイリーランキングで1位、2位、8月25日付けウィークリーランキングで1位、2位を獲得。「Answer」が2010年8月度、月間ランキングで1位を獲得した。

## ディスコグラフィー

### シングル
- Milk（2008年5月21日）
  - 配信限定
- 悲しみにさよなら（2009年7月22日）
  - VIN SEVとコラボしてのリリース、配信限定。
    - 毎日放送音楽情報番組「music channel Hz」8月エンディングテーマ
    - 毎日放送情報番組「でいりぃ げっと。」エンディングテーマ
- SHY BOY（2009年7月29日）
  - 配信限定
    - 読売テレビ「キューン!」8月度エンディングテーマ
- MAYBE TONIGHT / Answer（2010年8月18日）
  - 配信限定

### アルバム

#### DANCE-EP（2009年4月8日）
- 配信限定

1. DATE
2. Inside man
3. DANCE
4. GOOD BYE

#### Milk（2009年5月13日）
- 配信限定

1. Milk
2. baby baby
3. 七時のランデヴ
4. FRIDAY
5. Tell me
6. Diary
7. darling darling

#### EVOLUTIONAL FORM（2012年5月30日）
1. DISCOVERY
2. STAY WITH ME
3. STAR WAY
4. INFINITY
5. MY LIFE
6. EVOLUTIONAL FORM -CD ONLY-

#### Fantastic pararell world（2013年1月30日）
1. True in the sky
2. Let me know
3. Fantastic trip
4. Automation
5. Into your eyes
6. Parallel world

#### Sense of direction（2013年12月4日）
1. Identity
2. Brand new emotion
3. The future of us
4. Voice
5. Sense of direction
6. Parallel world (NUXX Remix)
7. EVOLUTIONAL FORM (A-bee Remix)

#### Adam in Aventure（2014年10月15日）
1. Believe
2. Happybirthday (feat. aco)
3. Real World (feat. Saoriiiii)
4. Adam in Aventure (feat. Koji Yamamoto of easy)

#### Still...（2016年1月13日）
1. Me Love (feat. アイラミツキ)
2. Just Run No Matter What (feat. koji of easy)
3. Selfish (feat. CAI(S-QTY:R))
4. Still...
5. City Nights (feat.近藤那央)
6. Anything for you

## 雑記
配信専門のレーベルに所属していたため、ライブ会場では大きなQRコードが書いてあるポスターを貼って宣伝し、このQRコードを読み取りCANDLESの楽曲をダウンロードするとpepe本人からステッカーをもらえるというシステムをとっていた。デザインは画家志望だったpepeがillustratorを駆使して作成したものであった。（2010年9月時点ではこの宣伝は行っておらず、ステッカー配布も終了している）
SHY BOYリリース前後の時期までボーカルpepeは赤茶色のボブヘアーのウィッグ（カツラ）をかぶってライブをしていた。
2010年7月23日（高円寺HIGH）でのライブから初めての物販グッズであるTシャツが発売された（サイズがS、M、L、XLと豊富に揃っている）。現在（2010年9月時点）ライブ後にpepe、tessy自身が物販でTシャツ販売を行っている。
2010年9月17日（高円寺HIGH）でのライブで久しぶりのステッカー配布が行われた。
同じレーベル所属のVIN SEVと交流があり、VIN SEVのワンマンライブにゲスト出演したり、VIN SEVの楽曲「春風」のPVにボーカルのpepeが主演として出演していた。
他にも1000say、Furil等のバンド、アーティストとも交流があり、1000sayのライブにゲスト出演。1000say、Furil共、CANDLES主催のイベント「ココロノプラネット」で共演していた。
MOTOCOMPO、momokomotionと共にSwitched OnファミリーとしてSwitched On!というイベントにレギュラー出演していた。（2011年3月時点では不定期での出演になっていた）
ほぼ毎月tokyo eleportというイベントを渋谷Star Loungeや渋谷Gladで主催するほか、地方でもライブ出演するなど精力的に活動していた。